# Suicide Season
Suicide Season ist das zweite Studioalbum der englischen Metalcore-Band Bring Me the Horizon. Es erschien am 29. September 2008 und wurde von Visible Noise in Großbritannien und Europa vertrieben. Das Label sorgte auch dafür, dass die Band einen Vertrag mit Epitaph Records unterzeichnen konnte, sodass man das Album auch in den Vereinigten Staaten, Australien und Japan verkaufen konnte.
In den USA erschien das Album am 18. November 2008. Suicide Season erreichte Platz 47 der britischen Charts, Platz 28 der australischen Charts und Platz 107 der US-Charts bei Billboard.
In der ersten Verkaufswoche wurden 6.621 Alben verkauft. Am 2. November 2009 veröffentlichte die Band eine Remix-Version des Albums unter dem Namen Suicide Season: Cut Up!.

## Produktion
Das Album wurde in Arboga, einem abgelegenen schwedischen Dorf, produziert. Sykes sagte, dass Arboga besser geeignet sei, um ein Album zu produzieren, als Birmingham, wo die Band ihr erstes Album Count Your Blessings aufnahm. Aufgenommen wurde Suicide Season in Studio Fredman und von Fredrik Nordström produziert. Das Album beinhaltet 10 Stücke und eine Spielzeit von genau 41 Minuten. Für das Album wurden Gastmusiker eingeladen, die auf einzelnen Stücken zu hören sind. Diese sind JJ Peters (I Killed the Prom Queen / Deez Nuts) und Sam Carter (Architects).

## Promotion
Visible Noise erstellte eigens für das Album eine Homepage. Auf dieser wurde ein Countdown gestartet, der mit dem Veröffentlichungsdatum endete. Außerdem hatten Besucher die Möglichkeit, das komplette Cover-Artwork des Albums anzusehen. Die Band selbst ging auf Promotion-Tour durch Großbritannien, Europa und die USA, und wurde von The Red Shore, Deez Nuts, The Secret Handshake, Dead Swans, The Legacy, Misery Signals, Johnny Truant, The Ghost Inside und Confide als Vorgruppen begleitet.

## Genre
In einem Interview mit Metal Hammer sagte Sykes, dass sich der Musikstil auf Suicide Season im Vergleich zum Vorgänger-Album Count Your Blessings komplett verändert und die Band viel mehr experimentiert habe. Außerdem würden auf dem Album deutlich mehr Musikstile vereint werden.

## Titelliste
1. The Comedown
2. Chelsea Smile
3. It Was Written in Blood
4. Death Breath
5. Football Season Is Over (mit JJ Peters)
6. Sleep with One Eye Open
7. Diamonds Aren’t Forever
8. The Sadness Will Never End (mit Sam Carter)
9. No Need for Introductions, I’ve Read About Girls Like You On the Backs of Toilet Doors
10. Suicide Season

## Besetzung
- Curtis Ward (Gitarre)
- Oliver Sykes (Gesang)
- Lee Malia (Gitarre)
- Matt Nicholls (Schlagzeug)
- Matt Kean (Bassgitarre)
- Sam Carter (Gastmusiker)
- JJ Peters (Gastmusiker)
- Fredrik Nordström (Produzent)

## Suicide Season: Cut Up!
Suicide Season: Cut Up! ist ein Remix-Album der Band, welches alle Songs des Albums Suicide Season enthält, die als Remixe produziert wurden. Die Idee entstand, als die Band einen Freund fragte, ob er Lust habe, einen Song der Band zu verändern. Die Band wurde bei der Produktion von Musikern und Bands unterstützt. Darunter waren Shawn Crahan (Slipknot), Ian Watkins (Lostprophets), die Dance-Band Utah Saints, Ben Weinman (The Dillinger Escape Plan) und Skrillex.
Im Vergleich zum Original-Album beinhaltet Suicide Season: Cut Up! 14 Songs. In Großbritannien erschien das Album am 2. November 2009, in den USA am 12. April 2010. Sykes sagte, dass jeder Song sich von den Originalen unterscheide und man keine Gemeinsamkeiten in den Melodien erkennen könne. Suicide Season: Cut Up! hat eine Gesamtspielzeit von knapp 63 Minuten.

### Titelliste
1. The Comedown (Robotsonics)
2. Chelsea Smile (KC Blitz)
3. It Was Written in Blood (Ian Watkins von Lostprophets)
4. Death Breath (The Toxic Avenger)
5. Football Season Is Over (After The Night)
6. Sleep with One Eye Open (Tek-One)
7. Diamonds Aren’t Forever (I Haunt Wizards)
8. The Sadness Will Never End (Skrillex)
9. No Need for Introductions, I’ve Read About Girls Like You On the Backs of Toilet Doors (Ben Weinman von The Dillinger Escape Plan)
10. Suicide Season (The Secret Handshake)
11. Football Season Is Over (Utah Saints)
12. Sleep with One Eye Open (Shawn Crahan)
13. Chelsea Smile (Travis McCoy von Gym Class Heroes)
14. Suicide Season (Outcry Collective)

## Weiteres
Der Songtitel Chelsea Smile ist eine Anspielung auf die Foltermethode Glasgow Smile.
Im Song No Need for Introductions, I’ve Read About Girls Like You On the Backs of Toilet Doors stellt Oliver Sykes seine Sicht auf eine persönliche Sache dar. Er soll 2007 nach einem Konzert in Nottingham an einen weiblichen Fan uriniert haben. Sie erstattete Anzeige wegen Körperverletzung. Dieser Fall wurde an mehreren Gerichtsterminen verhandelt, ehe man im September 2007 die Klage aufgrund fehlender Beweise fallen ließ.
Ursprünglich wurde Suicide Season als Enhanced CD veröffentlicht, die Musikvideos zu den Songs Pray for Plagues und The Comedown beinhaltet. Zudem konnte man mithilfe der CD mehrere Wallpaper der Band runterladen.

## Cover
Das Cover zeigt eine Frau in einem schwarzen Kleid vor einem weißen Hintergrund. In ihren Händen hält sie Gedärme. Der Schriftzug BRING ME THE HORIZON und SUICIDE SEASON sind kaum sichtbar in transparenter Farbe angebracht worden.
Auf dem Remix-Album sind die Gedärme und die Schriftzüge in einem giftgrünen Farbton abgebildet. Das Kleid der Frau bleibt jedoch schwarz.